# Tomás Fole

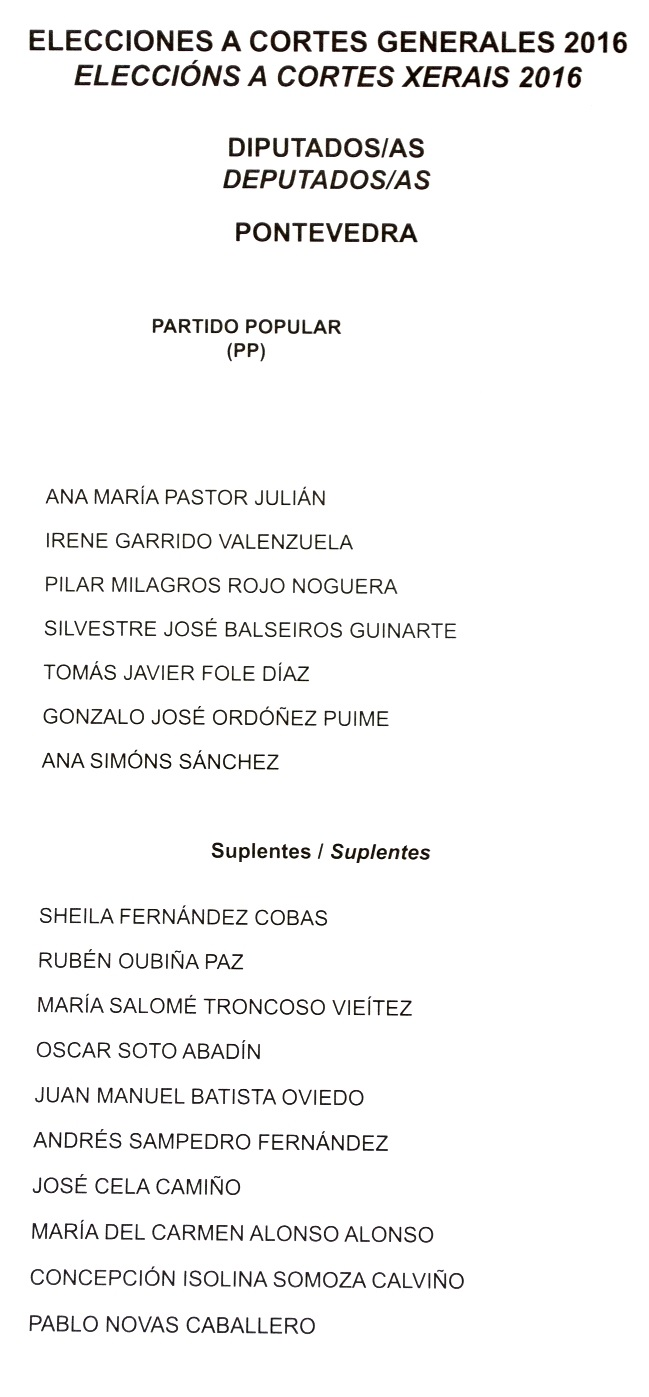
Liste des députés du Parti Populaire lors des élections à Cortes Generales 2016

Tomás Javier Fole Díaz, né le 28 janvier 1965, est un homme politique espagnol membre du Parti populaire (PP).
Il devient député de la circonscription de Pontevedra en novembre 2016.

## Biographie

### Vie privée
Il est père de deux enfants. 

### Profession
Tomás Javier Fole Díaz est titulaire d'une licence en sciences économiques et entrepreneuriales et d'un master en audit d'entreprises. Il est conseiller fiscal.

### Carrière politique
Il a été conseiller municipal de 2003 à 2016 et maire de Vilagarcía de Arousa de 2011 à 2015. De 2007 à 2011,il a été directeur général de l'Institut de promotion et équipement de la députation de Pontevedra.
Le 22 novembre 2016, il devient député pour Pontevedra au Congrès des députés, remplaçant Irene Garrido Valenzuela nommée secrétaire d'État.